# 土岡組
土岡組（つちおかぐみ）は、広島県呉市阿賀町を本拠地として、昭和20年（1945年）12月から昭和27年（1951年）まで活動した日本の暴力団。組長は、土岡博。深作欣二監督『仁義なき戦い』第一部の土居組のモデルとされている。

## 歴史
1944年、土岡博が、呉市の帯刀田俊一の口利きで、広島の博徒・渡辺長次郎の舎弟となった。
土岡博の父・土岡正一は、広島ガスの下請け会社・土岡組を経営していた。事業の土岡組は、土岡正一の長兄・土岡吉雄が継いだ。同年、土岡博は召集令状によって出征した。
1945年3月、波谷守之は、尋常小学校高等科を修了し、叔父でカシメ（鉄骨と鉄骨の接合部分を熱したボルトで締め付ける職人）の波谷組・波谷乙一組長の口利きで、渡辺長次郎の舎弟となった。波谷守之は、渡辺義勇報国隊で勤労奉仕を行っていたが、同年7月2日、呉市の市街地は2回目の空襲により焼け野原となった。同年8月6日、広島市に原子爆弾が投下され、渡辺長次郎が死亡した。廿日市駅にいて無事だった波谷守之は、呉市阿賀町に戻った。同年秋、土岡博が、呉市阿賀町に復員した。同年11月18日、美能幸三が南方戦線から復員した。同年12月、呉市阿賀町で、土岡博が、「土岡組」を結成した。土岡博の次兄・土岡正三と土岡博の同級生だった折見誠三は、土岡博の舎弟となった。波谷守之は土岡組の若中になった。土岡博は、呉市広町の映画館・広栄座の裏に、賭場（道場）を開いた。
1946年3月、土岡博の舎弟・大西政寛（土岡正三と折見誠三の舎弟でもあった）が中国から復員し、土岡組に加入した。同年8月14日夜、呉市広町の広場で、阿賀町や広町では戦後最初となる盆踊りが開かれた。土岡正三、折見誠三、大西政寛、亀井義治、谷口の5人は、桑原秀夫や小原馨が盆踊り会場にいることを聞きつけ、盆踊り会場に乗り込んだ。桑原秀夫らは逃げて、小原馨だけが残った。折見誠三が小原馨の左腕をかかえ、大西政寛が日本刀で小原馨の左腕を切り落とした。直後に、土岡組5人は、小原馨を心配して駆けつけた小原の兄弟分・磯本隆行を捕まえた。大西政寛が磯本隆行の右腕を日本刀で切り落とした。この所業から、大西政寛は「悪魔のキューピー」と呼ばれるようになった。
同年9月、土岡組は、阿賀町の事業家・海生逸一から、海生逸一の経営する映画館や劇場で傍若無人に振舞う不良を押さえるように依頼された。同月、土岡正三、大西政寛、折見誠三、波谷守之らは、呉市中通り3丁目の映画館で行われたのど自慢新人コンクールで騒いでいた不良を、1人ずつ映画館のトイレに連れ込み、暴行を加えた。
同年暮れ、呉第一劇場・呉第二劇場で、劇場の者が、不良の不正入場を咎めたことから、不良グループと小競り合いになった。海生逸一からの要請で、土岡組・桑原組・小原組が不良グループを鎮圧した。その直後、大西政寛、土岡正三、波谷守之、小原馨、桑原秀夫ら10数人は、駆けつけたMPに逮捕された。全員が呉警察署に一晩拘留された。翌日、桑原秀夫が責任者として呉警察署に残り、他の者は釈放された。
1947年正月、広島市の岡組が、海田町海田市の柳川静麿（渡辺長次郎の二代目）宅に殴り込みをかけた。岡組の組長は、岡敏夫。土岡博が仲裁に入った。土岡博、岡敏夫、柳川静麿、吉浦の中本勝一が兄弟分となった。同年春、呉市の博徒・久保健一（後の呉市市議会議員）が浪曲の興行を催し、その祝いを兼ねた花会が行われた。土岡正三と大西政寛が花会に出席した。祝儀のビラの中で、「土岡組」の文字が下の方にあった。土岡正三と大西政寛は、久保健一に激しく抗議した。大西政寛は、傍にあった火鉢を、久保健一らに向かって投げつけた。久保健一の若衆らは、土岡正三と大西政寛の行為を止められなかった。同年春、大西政寛は、中本勝一の賭場で、岡組組員・山上光治（通称：殺人鬼）と揉めたが中本勝一が2人の間に入って、仲裁した。
同年春、山村辰雄は、土岡博の兄・土岡吉雄、海生逸一の弟・海生章三、新田規志人、西本薫と事業家として兄弟分となった。同年4月、桑原秀夫と久保健一は、呉市市議会議員選挙に立候補した。同年4月30日、桑原秀夫は39位で、久保健一は3位で、それぞれ当選を果たした。同年5月22日午後3時ごろ、桑原秀夫と小原馨は、広町電車交差点前の急行マーケットで、ふとしたことから喧嘩となった。桑原秀夫は出刃包丁で、小原馨の腹部と頭部を刺傷した。一旦その場は収まったが、同日午後5時ごろ、小原馨は、小早川守ら小原組組員10数名を伴って、桑原秀夫宅に押しかけた。桑原秀夫と小原馨は、桑原宅2階で、大西政寛の仲裁の中、話合いを持った。会談中に、小早川守が乱入し、包丁で、桑原秀夫の腹部を刺した。桑原秀夫は、呉市阿賀町の西村病院に入院した。この事件で、小早川守をはじめ、大西政寛、小原馨も広警察署に逮捕された。同年5月24日、桑原秀夫が西村病院で死去した。大西政寛は吉浦拘置所に送られた。
同年7月、吉浦拘置所で、大西政寛は美能幸三と知り合い、互いの血をすすって、美能幸三を舎弟とした。同年夏、大西政寛は、吉浦拘置所内の散髪専用の部屋から、日本剃刀を持ち出し、自らの手で割腹した。20センチほどの傷だった。当時の留置場や拘置所では、満杯の状態で、しかも警察病院も整っていなかったために、治療の必要な怪我人や病人は、執行停止で保釈になっていた。これにより、大西政寛も執行停止となった。
同年9月、美能幸三は、懲役12年の判決を受け、広島刑務所に送られた。同年12月、美能幸三は、山村辰雄に保釈金5万円を用意してもらい、広島刑務所を出た。出所後、美能幸三は山村組に入った。
1949年春ごろ、土岡組は、山村辰雄が役員を務める呉市川原石町の魚市場に盆を開いた。当時、山村辰雄は、山村組事務所を、呉市中央3丁目（呉駅の側）に移していた。このころ、山村辰雄は、土岡吉雄とともに江田島の高須海水浴場の施設整備事業に乗り出していた。山村辰雄と土岡吉雄は、話し合いで「儲けを折半する」と約束していたが、土岡組のボート数が増えたり、土岡組の遊技場が新設されたりして、折半と云う約束がうやむやになった。同年夏、土岡組が呉市中心地に賭場（道場）を開いた。波谷守之らが開設にあたった。盆開きには、山村組から谷岡千代松と若衆・野間範男らが出席した。これらの問題に端を発し、山村辰雄は土岡博暗殺を計画し始めた。
まず、山村辰雄は、土岡組若頭だった大西政寛を、山村組側に引き入れることに成功した。美能幸三は凶状旅の果てに広島市・岡組の預かりとなっていた。同年夏、美能幸三が、山村組事務所に顔を出すと、大西政寛らが土岡博暗殺計画を議論していた。その日、土岡博らが江田島の高須の海水浴場に一泊するので、そこを夜に襲う計画だった。夜、集合時間に山村組事務所に集まったのは、山村辰雄と大西政寛と美能幸三だけだった。その日の暗殺計画は中止された。3人は山村辰雄の自宅に移った。同日午後8時ごろ、美能幸三は兄貴分の大西に土岡殺害をさせてはならないと思い山村辰雄に、土岡博暗殺実行犯役を買って出た。大西政寛は、自身の拳銃・モーゼルHScオートマチック32口径を、美能幸三に渡した。
同年9月27日昼、広島駅前の岡組事務所前で、美能幸三が土岡博と土岡組組員・河面清志を狙撃した。銃弾1発ずつが命中した。美能幸三は、周りにいた清岡吉五郎と新田規志人や駆けつけた岡組組員に、それ以上の攻撃を阻まれた。同日午後9時ごろ、山村辰雄は、電話で「土岡博が一命を取り留めた。銃弾は急所を外れていた」との報告を受けた。山村辰雄は、美能幸三のいる隠れ家に赴き、美能に対して暗殺失敗をなじった。
同日夜、波谷守之は、土岡吉雄から、土岡博が美能幸三に撃たれたことを知らされた。波谷守之は単身で山村辰雄宅に乗り込んだ。大西政寛が波谷守之を2階に招いた。2階には、大西政寛の他、谷岡千代松、野間範男、鼻万三、原寿雄ら山村組組員がいた。山村辰雄は不在だった。波谷守之と谷岡千代松らは激しく睨み合った。谷岡千代松が「山村は本当にいない。今夜のところは喧嘩してもどうにもならない」と云い、大西政寛がそれに頷いたときに、両者の緊張が緩んだ。波谷守之は、大西政寛とともに、山村辰雄宅を出た。大西政寛は、波谷守之に、明日阿賀に行って事情を説明すると云った。
同年9月28日、土岡博は阿賀に戻り、自宅で静養した。土岡博は、波谷守之に「美能幸三が自分を襲ったときに使った拳銃は、大西政寛の物だった」と告げた。
その後、山村組と土岡組の手打ちが、海生逸一・清岡吉五郎・新田規志人の仲裁によって、実現した。山村辰雄は、手打ちの条件である、美能幸三の破門と自首を受け入れた。同年10月11日、美能幸三は広島東警察署に出頭した。その後、美能幸三は、保釈で出た12年の刑で広島刑務所に収監され、さらに、土岡博殺人未遂で懲役8年の実刑が加算された。
1949年11月26日午後5時ごろ、福山競馬場で、大西政寛は、鼻万三らとともに、賞金問題で競馬の騎手に因縁をつけて、暴行を加えた。
1950年1月20日から1月25日まで、波谷守之は、波谷吾一に出資してもらい、呉第二劇場で、浪花節の吉田奈良丸一行の興行を打った。波谷守之は、波谷の若衆・沖田秀数、番野正博を連れて、呉市に入った。
1951年9月、土岡博は賭博罪で逮捕され、広島刑務所に収監された。1952年6月、土岡博が出所した。同年6月22日、佐々木哲彦の若衆が、土岡博を射殺した。土岡博の死亡により、土岡組は瓦解した。
同年8月、今治市の博徒・森川鹿次は、波谷守之、河面清志、山村組から破門された今田泰麿、今田泰麿の若い者・荒井忠良の4人を自宅に匿った。森川鹿次は、波谷守之に、山村組への報復を思い止まるように諭した。波谷守之ら4人は、森川鹿次の説得を振り切って、船で岡山を目指した。手配中だった波谷守之ら4人は、岡山で警察に逮捕され、岡山刑務所に服役した。

## 最高幹部
- 組長：土岡博
- 若頭：大西政寛
- 幹部：土岡正三